# Kungsängen
Kungsängen is de hoofdplaats van de gemeente Upplands-Bro in het landschap Uppland en de provincie Stockholms län in Zweden. De plaats heeft 7367 inwoners (2005) en een oppervlakte van 289 hectare.

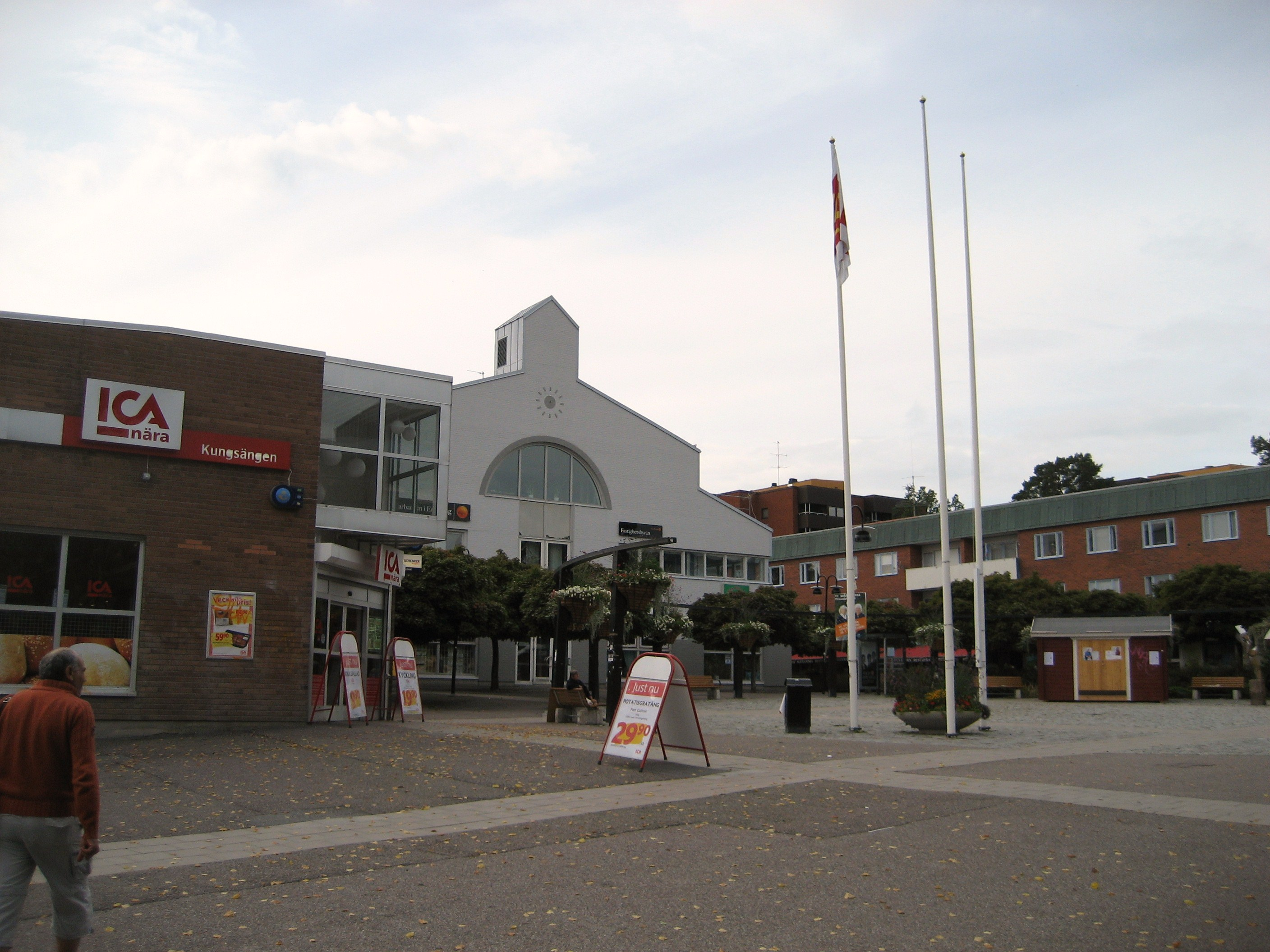
Centrum van Kungsängen
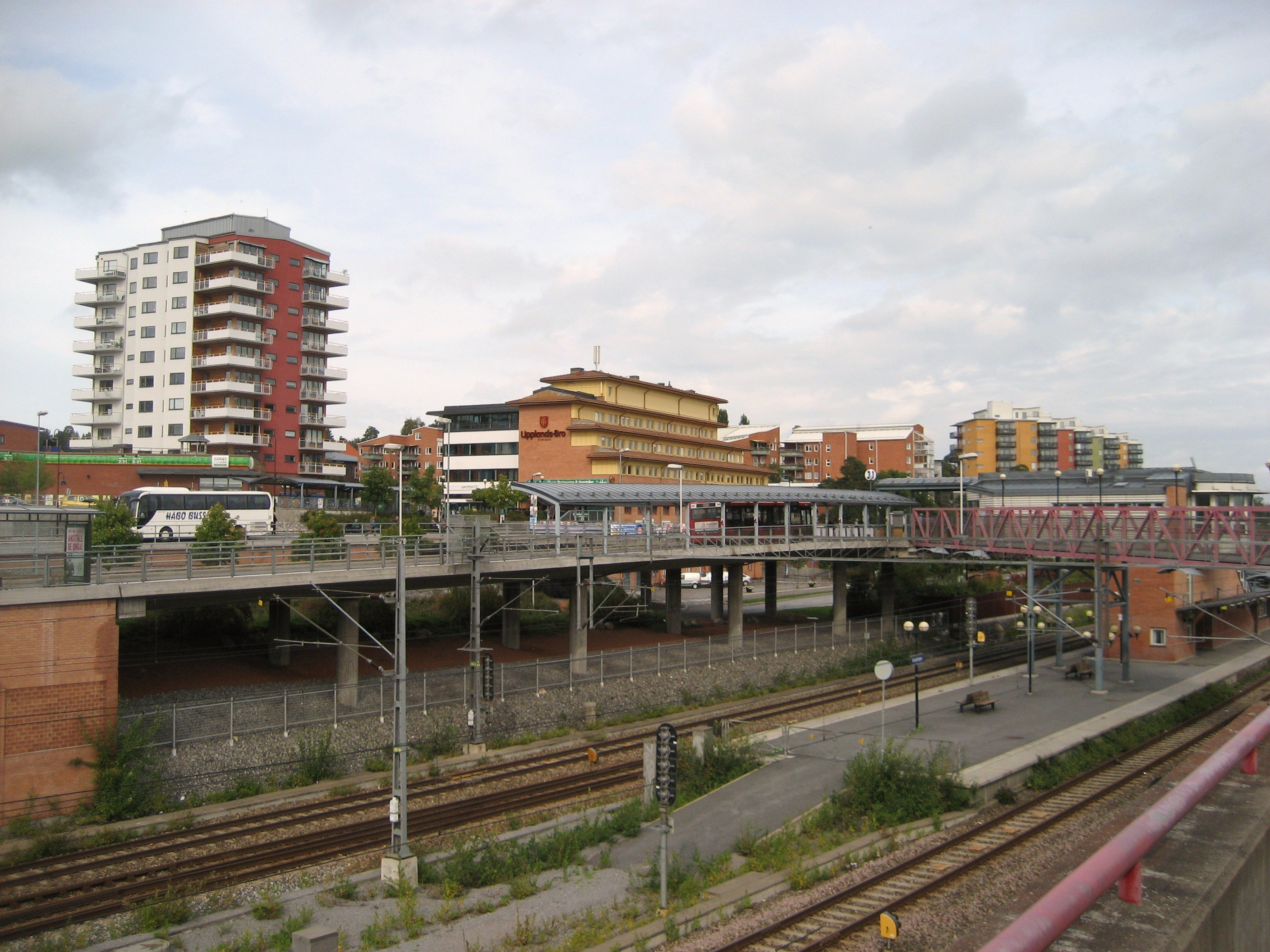
Station Kungsängen
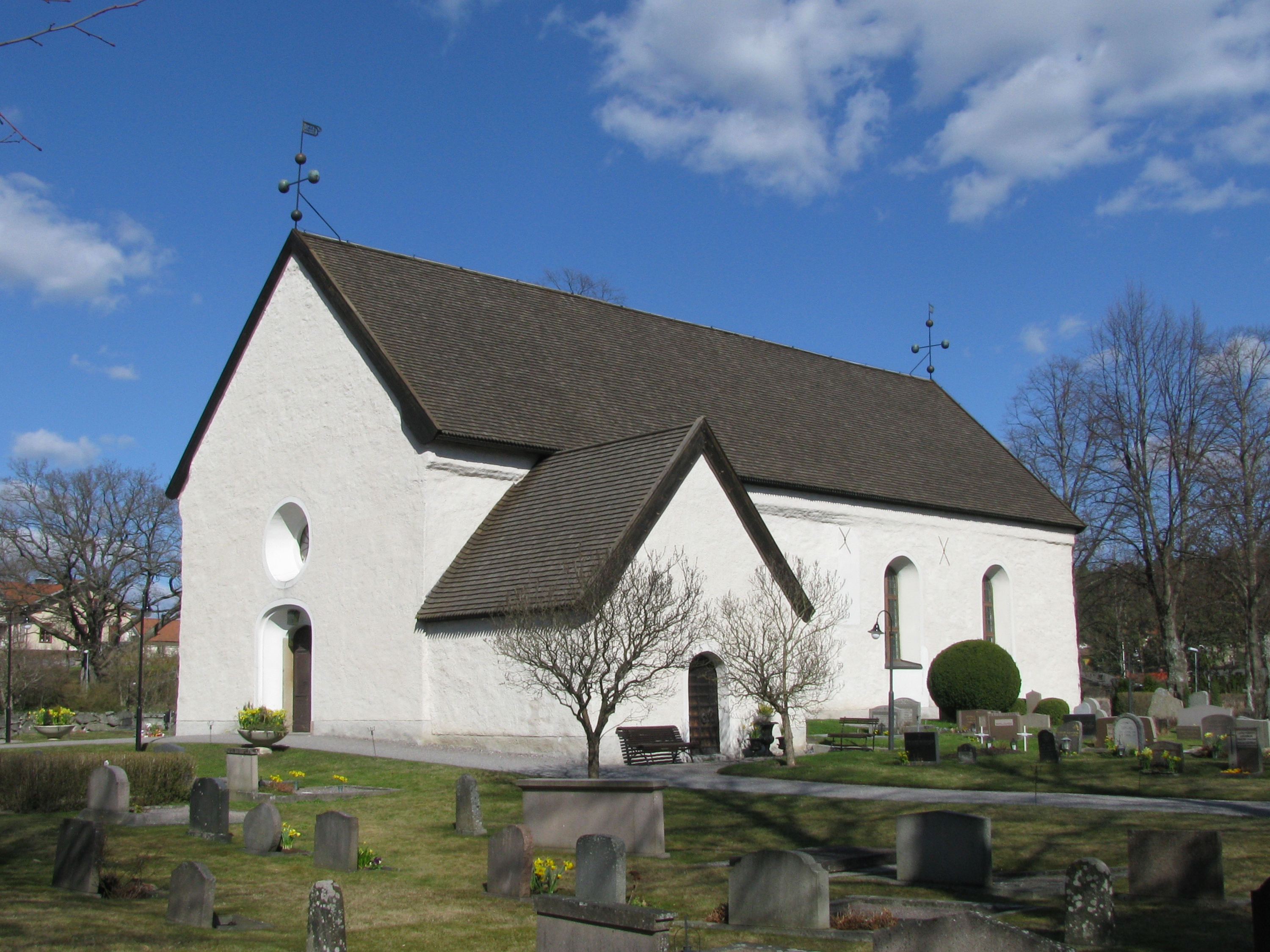
Kerk in Kungsängen